# Toxxic TV
Toxxic TV est un groupe de punk rock français, originaire de Nantes, en Loire-Atlantique.

## Biographie

### Première période (1995–2003)
Le groupe Toxxic TV est formé par les frères Guezengar (Gaël et Thomas). Ils seront accompagnés, au début, par Matthieu. Le groupe apparaît la première fois sur scène en décembre 95 et enchaîne très vite les concerts. En 1997, Toxxic Tv sort son premier album, Yes Future, 12 titres punk-rock, sur Autotomie Label. L'album permet au groupe d'élargir le cercle de ses concerts en France, mais aussi au Royaume-Uni, au Portugal, en Belgique et au Québec[réf. nécessaire].
En 1999, le groupe retourne en studio et y enregistre l'album 111 qui sortira sur Dialektik Records. 111 est très bien reçu, non seulement par les fanzines (Karok Zine, Dynamite, etc.) mais également par la presse spécialisée (Rock Sound, les radios du réseau Ferarock)[réf. nécessaire]. Les influences de cet album sont plus variées (du punk rock, du punk hardcore du reggae et de la pop) et les mélodies sont plus travaillées. C'est à ce moment que Matthieu décide de quitter le groupe. C'est donc Grabs, qui vient de quitter Saumur et son groupe Shout, qui le remplace et rejoint les deux frères. Le temps de répéter et de recaler le set et c'est lui qui interprétera « 111 sur scène avec les Toxxic TV[réf. nécessaire].
C'est avec cette formation que le groupe reprend le chemin du studio en 2001 pour y enregistrer les 11 titres qui composeront Welcome to Utopia, un album oscillant entre punk et rock 'n' roll. Au même moment, Dialektik Records, le label qui doit sortir l'album, rencontre de graves problèmes de gestion et Welcome to Utopia ne sortira qu'en 2003, sans aucune promotion. Le groupe s'arrêtera peu après. Au cours des 300 et quelques concerts qu'ils ont donné, ils ont l'occasion de jouer avec des groupes comme Tagada Jones, NRA, Parabellum, Uncommonmenfrommars, Carving, External Menace, Ludwig von 88, Vulgaires Machins, Ratos de Porão et bien d'autres[réf. nécessaire].

### Retour (depuis 2015)
Au début de 2015, le groupe se reforme : Rico et Freddo rejoignent les deux frères et enregistrent 12 nouveaux titres. L'album Here and Now marquera les 20 ans du groupe. En 2022, ils retournent au studio Chipolata Framboise, tenu par Fabien Le Floch (guitariste d'Ultra Vomit et bassiste de Justin(e)) pour enregistrer leur nouvel album : The Fall, sorti chez Dialektik Records, leur label d'origine.

## Discographie
- 1997 : Yes Future
- 1999 : 111
- 2001 : Welcome to Utopia
- 2015 : Here and Now
- 2022 : The Fall